# Arroyo Solís Chico
Der Arroyo Solís Chico ist ein im Süden Uruguays gelegener Fluss.
Der linksseitige Nebenfluss des Río de la Plata entspringt in der Cuchilla Grande auf einer Höhe von etwa 100 Metern über dem Meeresspiegel. Die Quelle liegt dabei einige Kilometer nordwestlich von Migues östlich der Ruta 80. Von dort fließt er auf dem Gebiet des Departamentos Canelones bis zu seiner zwischen den Badeorten Parque del Plata und La Floresta gelegenen Mündung in den Río de la Plata. Sein wichtigster Zufluss ist der Arroyo Mosquitos, der durch die Stadt Soca führt. Die Größe seines Einzugsgebiets beträgt rund 769 km².

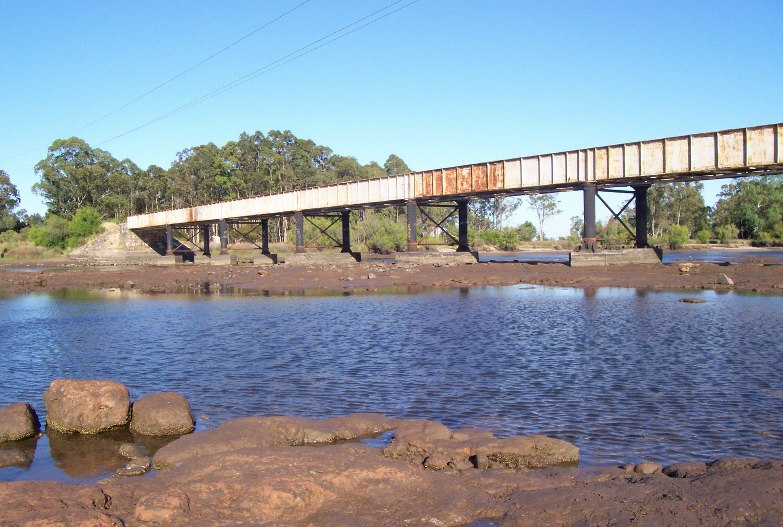
Arroyo Solís Chico bei Paso de las Toscas